# Бриссак, Шарль II де Коссе
Шарль II де Коссе (фр. Charles II de Cossé; 1550, замок Этлан (Сен-Морис-д’Этлан) — июнь 1621, замок Бриссак), герцог де Бриссак — французский военачальник, маршал Франции, известный, как маршал Коссе.

## Биография
Второй сын Шарля I де Коссе, графа де Бриссака, маршала Франции, и Шарлотты Лесюёр д'Экто.
Барон д'Экто, Норвиль, Ла-Герш и Пуансе, сеньор д'Этлан, Больё, Люинье, Калюз, Кле, Дене, Стапонис, Мартинье-Бриан (куплено 15.07.1578), Монжан, Ла-Грезий, Ла-Больт, Монтежильбер, Ла-Менильтат, Рикарвиль, Бюглиз.
После гибели старшего брата Тимолеона стал графом де Бриссак, патентом от 27 мая 1569 получил командование двенадцатью старыми пьемонтскими знаменами в качестве полковника, независимого от генерал-полковника французской пехоты. В тот же день был назначен великим сокольничим на место брата. Командовал полком Бриссака до эвакуации Пьемонта в 1574 году.
20 января 1582 назначен великим хлебодаром после смерти своего дяди маршала Коссе. Участвовал в морской экспедиции, направленной на помощь дону Антониу Португальскому на Азорские острова, где Терсейра держала сторону этого претендента. Екатерина Медичи назначила Бриссака заместителем полковника Строцци, командовавшего шеститысячным отрядом, собранным для этой операции.
16 июля они высадились на Сан-Мигеле, разбили две тысячи испанцев и овладели Вила-Франкой. Вскоре появился испанский флот; в решительном сражении 26 июля Строцци был смертельно ранен, а судно Бриссака получило пробоину и он был вынужден вернуться к Сан-Мигелу. Противник взял его корабль на абордаж, но граф сумел спастись, прыгнув в шлюпку, поднялся на другое судно и вернулся во Францию с остатками флотилии. По словам Пуллена де Сен-Фуа, ему удалось спасти восемнадцать кораблей, но по возвращении граф не встретил при дворе приема, достойного его заслуг.
9 июля 1584, после смерти герцога Анжуйского, получил губернаторство в Анжерском замке. В декабре того же года Генрих III возвел должность генерал-полковника в ранг одного из высших чинов короны Франции, и полк Бриссака переименованный в Пьемонтский, стал относиться к его ведомству, а граф был отставлен от командования.
В 1585 году командовал в Пуату двухтысячным отрядом под началом герцога де Меркёра. В том же году кальвинисты внезапно захватили Анжерский замок. Бриссак начал осаду и 20 октября противник капитулировал.
В 1586 году сопровождал герцога де Гиза при осадах и взятии Донзи, Рокруа и Гокура, а в следующем году в боях при Вимори и Оно.
В 1588 году был послан Гизом в Париж командовать в одном из городских кварталов в ходе мятежа, устроенного Шестнадцатью против короля. Бриссак первым перегородил улицы баррикадами и, сопровождаемый жителями квартала Сен-Жермен-де-Пре, заблокировал передвижение основных сил Французской гвардии полковника Крийона. По приказу герцога остановил беспорядки, обеспечил безопасность швейцарским наемникам, с которыми народ намеревался расправиться, и препроводил их в Лувр.
На штатах в Блуа в том же году граф де Бриссак председательствовал в Палате знати. После смерти герцога де Гиза король по просьбе дворянства арестовал Бриссака, но тому вскоре удалось выйти на свободу.
Герцог Сюлли пишет, что «Чтение Римской истории вдохновило графа де Бриссака на оригинальный проект; он замышлял преобразовать Францию в республику и сделать Париж столицей нового государства, созданного по образцу Древнего Рима». Пуллен де Сен-Фуа добавляет, что пример такого преобразования был у всех перед глазами в виде Республики Соединенных провинций принца Оранского, и сестра Бриссака мадам де Сен-Люк заметила по поводу его проекта, что «В древности галлы несколько столетий жили в республике».
По мнению историографа ордена Святого Духа, Бриссак поддерживал претензии Гизов на французский трон и «уничтожение принцев крови», полагая, что при иностранной династии, не имеющей в стране глубоких корней, его замысел было бы проще осуществить.
Примкнув к Католической лиге, Бриссак прибыл в Руан, который король собирался осадить. Желая помочь Ле-Ману, он поспешил к Ла-Ферте-Бернару с четырьмя сотнями конницы и двумя полками пехоты. В декабре защищал от короля Фалез, но, несмотря на упорную оборону, попал в плен со всем гарнизоном.
В 1590 году герцог Майенский направил его к Алессандро Пармскому, дабы поторопить последнего с оказанием помощи лигерам, и 22 августа Фарнезе привел свою армию в Мо.
Грамотой, данной 20 февраля 1592 в лагере под Мезьером, и зарегистрированной Парижским парламентом 16 июля 1593, герцог Майенский назначил Бриссака губернатором и генеральным наместником Пуату, Шательродуа, Лудюнуа, Ла-Рошели, области Они и острова Ре от имени Лиги. Граф оставался в этой должности до 1594 года.
В 1593 году выступил из Пуатье во главе двухсот конных и восьмисот пехотинцев, чтобы атаковать подразделение королевских войск, размещенное в Шазнёе, на расстоянии трех лье. Дело длилось два часа, Бриссак потерял сто человек, под ним была убита лошадь, после чего он отступил, получив опасное ранение.
25 февраля того же года герцог Майенский в Суассоне назначил его маршалом Лиги; парламент зарегистрировал этот акт 16 июля.
21 января 1594 Бриссак был назначен от имени Лиги губернатором и генеральным наместником города, превотства и виконтства Парижа. 24 принес присягу, но уже 11 марта сдал столицу королю. Генрих IV 30 марта назначил его маршалом Франции и почетным советником. Парламент зарегистрировал его новый статус 5 апреля, Коннетаблия сделала это 3 сентября.
Рыцарь орденов короля (7.01.1595).
2 июля 1596 в Абвиле назначен командующим армией короля в Бретани. 5 сентября в Монсо назначен, после отставки своего зятя Франсуа де Сен-Люка, генеральным наместником этой провинции, и был зарегистрирован Реннским парламентом 17 октября 1599.
В ходе кампании 1597 года в Бретани разбил одного из лейтенантов герцога Майенского, потерявшего полтораста человек убитыми, затем подчинил Динан, цитадель которого сдалась на соглашение, а также овладел Ла-Плесси-Бертраном и башней Сессон.
Жалованной грамотой, данной в Фонтенбло в апреле 1611, графство Бриссак было возведено в ранг герцогства-пэрми. Пожалование было зарегистрировано Парламентом 8 июля 1620.
В 1615 году сопровождал Людовика XIII в Гиень на встречу с невестой. 11 января следующего года в Пуатье маршалу Коссе и государственному секретарю Никола де Вильруа было поручено договориться о мире с принцем Конде. 20-го они заключили перемирие в Фонтене-ле-Конте, а 3 мая подписали Лудёнский мир.
4 декабря 1617 участвовал в ассамблее грандов королевства в Руане.
26 апреля 1619 был назначен командующим армией под началом герцога де Гиза, но никаких операций не предпринимал.
3 июля 1620 отправился командовать в Бретань, откуда в следующем году прибыл в армию короля в Лангедок. Заболев во время осады Сен-Жан-д'Анжели, уехал в замок Бриссак, где скончался через несколько дней.

## Семья
1-я жена (6.10.1579): Жюдит д'Асинье (ум. 11.02.1598), единственная дочь и наследница Жана, сеньора д'Асинье, Фонтене, Гюэра, барона де Коэтмана, Шатожирона, Мальтруа, Ла-Грезийоне, и Жанны дю Плесси, дамы де Ла-Бургоньер
Дети:
- Анжелика (ум. 16.02.1607), называемая демуазель де Бриссак, монахиня-кармелитка под именем сестры Анжелики Троицы
- Франсуа (ок. 1580— 3.12.1651), герцог де Бриссак. Жена 1) Жанна де Шомберг (1600—1674), дочь Анри де Шомберга, графа де Нантёя, маршала Франции, и Франсуазы д'Эпине; 2) (1621): Гийонна де Рюэллан (1610—1672), дочь Жиля де Рюэллана, сеньора де Роже-Портай, и Франсуазы Мьоле
- Шарль, маркиз д'Асинье (1609). Жена (ок. 1610): Элен де Бомануар (ум. 1636), баронесса дю Пон, виконтесса дю Фу, дочь Туссена де Бомануара, виконта де Бессо, и Анн де Гемадёк, вдова Рене де Турнемина, барона де Ла-Юноде. Брак бездетный

2-я жена (21.05.1602): Луиза д'Оньи, дочь Луи д'Оньи, графа де Шона, и Антуанетты де Рас, вдова Шарля де Сепуа, губернатора Сен-Кантена
Бастард:
- Шарль, бастард де Коссе, сеньор де Фонтен и Монтиньи, аббат Бегара